# Институт транспорта и связи
Институт транспорта и связи (латыш. Transporta un sakaru institūts, TSI) — частное высшее учебное заведение в Латвии, расположенное в Риге. Институт основан в 1999 году, является преемником части программ и научно-преподавательской традиции РКИИГА.

## История
После ликвидации государственного Рижского авиационного университета, созданного  после восстановления государственной независимости Латвии вместо Рижского Краснознамённого института инженеров гражданской авиации, традиции этого прославленного вуза решили сохранить два его профессора: Евгений Копытов и Игорь Кабашкин.  Для этого 6 сентября 1999 года было зарегистрировано акционерное общество «Рижский авиационный университет». Кабашкин провёл переговоры с банком Parex, получившим за долги РАУ девятиэтажное административное здание РКИИГА-РАУ, о предоставлении этого здания в аренду новому вузу, а затем и о его акционировании, в результате чего банк получил 92 % акций.
Е. А. Копытов и И.В. Кабашкин  в рекордный срок (за 10 дней) разработали 11 учебных программ (33 тома документов) для лицензирования нового вуза, в чём Министерство образования и науки Латвии не сделало никаких поблажек работникам ликвидированного им РАУ. Более того: оно запретило организаторам использовать название РАУ для акционерного общества, в результате вуз получил название Института транспорта и связи (Transportu un sakaru Institūts, сокращённо — TSI). При ликвидации РАУ государственные вузы забрали студентов-бюджетников вместе с причитающимся им финансированием, поэтому новый вуз мог рассчитывать только на платные программы и доверие студентов. А деньги, которые были уплачены за обучение в кассу РАУ до ликвидации, ликвидатор вернула Институту только через несколько лет.
И. В. Кабашкин и Е. А. Копытов смогли сохранить преподавательские кадры РКИИГА-РАУ и сами работали в созданном вузе. Евгений Александрович стал ректором, а Игорь Владимирович проректором по науке и развитию. 
Благодаря работе Кабашкина в европейских структурах, оценивающих научно-исследовательские проекты в транспортной сфере, он получил возможность из первых рук получать новейшую информацию и строить соответственно научную работу Института, вуз стал единственной научной организацией от Латвии, указанной в выпущенном Еврокомиссией сборнике «Transport Research in the European Research Area» в 2006 году.
Благодаря И. В. Кабашкину Институт транспорта и связи стал одним из учредителей Европейского инновационного агентства виртуального образования, предложив дистанционное обучение по авиационным специальностям.

## Аккредитация
TSI — аккредитованное в Латвии на неограниченный срок высшее учебное заведение. Институт выдаёт дипломы государственного образца. Включён в директорий Международной организации гражданской авиации (ИКАО).

## Программы
Вуз готовит специалистов с высшим образованием всех уровней (бакалавр, магистр, доктор, высшее профессиональное образование первого и второго уровней).
Предлагаются 18 программ на трёх факультетах.
Факультет компьютерных наук и телекоммуникаций:
- Компьютерные науки (B.Sc., M.Sc.);
- Электроника (B.Sc., M.Sc., Prof.);
- Teлекоммуникации (B.Sc.);
- Информационные системы (М.Sc.);
- Роботика (Prof.).

Факультет транспорта и логистики:
- Коммерческая эксплуатация транспорта (B.Sc.);
- Логистика на транспорте и в бизнесе (Prof.);
- Tранспорт и логистика (M.Sc.);
- Техническая эксплуатация авиационного транспорта (Prof.);
- Aвиационный транспорт (Prof.).

Факультет менеджмента и экономики:
- Экономика (B.Sc., M.Sc.);
- Менеджмент, администрирование, управление недвижимостью (B.Sc., M.Sc.).

## Языки обучения
- Латышский
- Английский
- Русский (запрещён в связи с изменениями Закона о вузах 2018 года)[5]